# Вјачеслав Овчиников
Вјачеслав Александрович Овчиников (рус. Вячесла́в Алекса́ндрович Овчи́нников; Вороњеж, 29. мај 1936  – Москва, Русија, 4. фебруар 2019) био је совјетски и руски композитор и универзитетски професор.

## Биографија
Почео је да компонује са 9 година а са 15 је уписао Московски конзерваторијум. Касније је студирао код Тихона Хрењикова и Лава Гинзбурга. Компоновао је симфоније, симфонијске песме, као и дела за камерни оркестар, мале ансамбле и соло инструменте.
Изван своје родне земље најпознатији је као композитор музике за филмове као што су Рат и мир, филм Сергеја Бондарчука 1966–67,  Иваново детињство и Андреј Рубљов Андреја Тарковског. Укупно је компоновао за око 40 филмова. Кажу да је Тарковски био толико импресиониран Овчињиковом да је изјавио: „Не могу да замислим бољег композитора за себе од Вјачеслава Овчињикова“.
Овчињиков је имао успешну каријеру и као диригент на турнеји од 1970-их. Снимао је за Мелодију, руску дискографску кућу, која је објавила и његову Симфонију бр. 2.
Овчиников је проглашен за народног уметника РСФСР- а 1986. године. За 60. рођендан (1992) тајландске краљице Сирикит, добио је налог да компонује The Bouquet for the Queen. За свој рад одликован је Орденом белог слона.
Такође је био професор на Универзитету у Канзасу од 1990. до 1991. године.

## Композиције

### Оркестарске
- - 1955-57: Симфонија број 1
  - 1955-57:  Шест симфонијиских свита (за комплетан оркестар)
  - 1956: Симфонија број 2, Јури Гагарин
  - 1964: Симфонија број 3
  - 1986: Симфонија број 4 за хор и оркестар
  - 1991: Симфонија број 5

### Опера
- 1974-78: У зору магловите младости[3]

### Балет
- 1962: Суламит
- 1988: Песма над песмама
- Посвета (Један чин)

### За клавир
- Свита бр. 1 (за клавир)
- Свита бр. 2 (за клавир, четвороручно)

### Хорска музика
- Елегија у сећање на Рахмањинова, за сопран, хор и оркестар (написано за 100. годишњицу концерта Сергеја Рахмањинова), 2015.
- Постоји Ски Лигхтед Едге, за а-цапелла хор (речи А. Блока)
- Воцализ, за хор акапела
- Мала балада, за хор акапела (речи Р. Бернса)
- Певање за вас, за хор акапела
- Буди славна, родно земљо за хор и оркестар (речи Л.Васиљеве )
- Ветар донесен издалека, за акапелу (речи А. Блока)
- Јесен, за хор (речи В. Фирсова)

### Цантата
- Песма-балада о градитељима БАМ- а, за оркестар, симфонију и бас солисту (текст Л. Василијеве)

### Ораторијум
- Годишња доба, за оркестар, симфонију и солисте САТБ (народни текст у аранжману В. Фирсова)
- Сергеј Радоњешки, за оркестар, симфонију, АБ солисте (текст из народне песме)

### Музичка пратња
- 1973: Сцена акције - Русија (у сарадњи са Д. Гендељевом)
- 2001 (драма С. Михајлова, премијерно изведена у Омладинском позоришту А. Брјанцев)
- Full Turn Around (засновано на аналогној причи Вилијама Фокнера, у режији А. Тарковског)

### Аранжмани
- Изабрани аранжмани Рахмањинових хорских дела[4]

## Филмографија
- Парни ваљак и виолина (1960)
- Дечак и голуб (1961)
- Иваново детињство (1962)
- Први учитељ (1965)
- Рат и мир (1966–1967)
- Андреј Рубљов (1966)
- Дуг срећан живот (1966)
- Гнездо племства (1969)
- Војник се вратио са фронта (1971)
- Арсенал (обновљена верзија из 1972)
- Та слатка реч: Слобода! (1972)
- Земља (обновљена верзија из 1972)
- Звенигора (обновљена верзија из 1973)
- Борили су се за своју земљу (1975)
- Степа (1977)
- Борис Годунов (1986)